# Hoàn Trạch (nhà Nguyên)
Hoàn Trạch (chữ Hán: 完泽, 1246 – 1303), người thị tộc Thổ Biệt Yến (Tǔbiéyān), bộ tộc Khắc Liệt (Keraites), dân tộc Mông Cổ, thừa tướng nhà Nguyên.

## Thân thế
Ông nội là Thổ Tiết, theo Thành Cát Tư hãn dấy binh ở phương bắc, bình định các bộ lạc Mông Cổ. Oa Khoát Đài hãn tấn công nhà Kim, mệnh cho em trai Đà Lôi từ Thiểm Hữu tiến quân, nhằm vào nơi nhà Kim không phòng bị, lấy Thổ Tiết làm tiên phong. Thổ Tiết đưa tiền quân Mông Cổ đi qua Vũ Hưu quan, vượt Hán Giang, cướp bóc Phương Thành rồi bắc tiến, phá quân Kim ở Dương Địch. Nhà Kim mất, Thổ Tiết tham gia đánh các châu Hưng Nguyên, Lãng, Lợi của Nam Tống, được bái làm Đô nguyên soái. Thổ Tiết chiếm Thành Đô, chém tướng Trần Long Chi, được ban thực ấp 600 hộ.
Cha là Tuyến Chân, được làm Túc vệ của tông vương Hốt Tất Liệt, coi việc ăn uống. Năm Trung Thống đầu tiên (1260), Tuyến Chân theo Hốt Tất Liệt hãn bắc chinh A Lý Bất Ca. Năm thứ 4 (1263), Tuyến Chân được bái làm Trung thư Hữu thừa tướng, cùng quan viên người Hán luận định chế độ triều đình. Sau đó Tuyến Chân được bãi làm Tuyên huy sứ. Có người hỏi về triều chánh, Tuyến Chân nói: "Ta vì triều đình giữ đại quan bào, há dám bàn luận chánh trị." Việc này cho thấy Tuyến Chân thận trọng như thế nào! Sau khi mất, Tuyến Chân được tặng Thái sư, truy phong Tần Ích quốc công, thụy là Trung Hiến.

## Sự nghiệp

### Thời Nguyên Thế Tổ
Hoàn Trạch nhờ là con của đại thần mà được chọn làm liêu thuộc của Yên vương Chân Kim. Chân Kim trở thành Hoàng thái tử, Hoàn Trạch được thự chức Chiêm sự trưởng. Hoàn Trạch ở trong tham gia mưu tính, ra ngoài coi giữ cận vệ , làm việc cẩn thận, rất được Chân Kim xem trọng. Một ngày Chân Kim ăn tiệc với tông thất, trỏ Hoàn Trạch nói với mọi người rằng: "Gần lành xa dữ là việc cần kíp của chúng ta. Người tốt như Hoàn Trạch đây, trong đám quan viên phụ tá há dễ tìm được!" Từ ấy Hoàn Trạch luôn được nắm vệ binh của Đông cung.
Chân Kim mất, Hoàn Trạch 2 lần theo Hoàng tôn Thiết Mục Nhĩ (con trai thứ ba của Chân Kim) trấn thủ phương bắc. Năm Chí Nguyên thứ 28 (1291), thừa tướng Tang Ca bị giết, Nguyên Thế Tổ Hốt Tất Liệt được triều thần tư vấn, đặc bái Hoàn Trạch làm Trung thư Hữu thừa tướng. Hoàn Trạch làm tể tướng, cách bỏ chánh sách thời Tang Ca, đề nghị đối với tiền – thóc nợ thuế hằng năm tích góp từ niên hiệu Trung Thống đến nay, đều miễn trừ đi, khiến dân cảm ơn.

### Thời Nguyên Thành Tông
Năm thứ 31 (1394), Nguyên Thế Tổ băng, Hoàn Trạch nhận di chiếu, họp tông thích đại thần bàn bạc, thông báo cho vợ của Chân Kim là Khoát Khoát Chân, đón Thiết Mục Nhĩ nối ngôi, tức là Nguyên Thành Tông. Ngay khi Thành Tông lên ngôi, Hoàn Trạch khuyên hoàng đế ban chiếu phủ dụ trong ngoài, bãi bỏ việc đánh Đại Việt, còn đề nghị thượng tôn thụy và miếu hiệu cho tổ tông, tôn xưng Khoát Khoát Chân làm Hoàng thái hậu, khiến người trong thiên hạ biết đạo làm con. Thời Thành Tông, triều đình tuân thủ luật pháp, nhiều lần hạ chiếu thư chi tiền phát thóc, hao tổn lên đến hàng vạn tiền, để cứu giúp trăm họ khốn khó, nên người đường thời khen Hoàn Trạch là hiền tướng.
Năm Đại Đức thứ 4 (1300), Hoàn Trạch được gia Thái phó, Lục quân quốc trọng sự. Năm sau Hoàn Trạch khuyên Thành Tông dùng binh với nước Bát Bách Tức Phụ (800 cô vợ, tức Lan Na), nhưng Lưu Thâm bại trận trở về, trở thành lỗi lầm duy nhất mà người ta có thể chỉ trích ông. Ngôi vị của Hoàn Trạch ngày càng cao, cũng ngày càng được Thành Tông tín nhiệm giao phó trọng trách. Nhưng Hoàn Trạch làm việc chú trọng trầm ổn, không gấp gáp tìm kiếm lợi ích, khiến quan dân giữ vững chức trách, vui vẻ làm ăn, lại khen ngợi ông là hiền tướng.
Năm thứ 7 (1303), Xu mật Đoạn sự quan Tào Thập Đắc vu cáo Chu Thanh, Trương Tuyên mưu phản, triều đình giáng chiếu bắt họ. Khi xưa Hoàn Trạch nhận di chiếu, Chu Thanh, Trương Tuyên có công lớn, Thành Tông đã yêu cầu ông bảo vệ họ. Đến nay, Hoàn Trạch cho rằng Chu Thanh, Trương Tuyên cậy công nói sằng, đều kết tội chết. Tháng 4 ÂL năm ấy, Hoàn Trạch mất, hưởng thọ 58 tuổi; được truy phong Hưng Nguyên vương, thụy là Trung Hiến.
Con trai là Trường Thọ, được làm đến Trung thư hữu thừa.